# Anauxesis atrata
Anauxesis atrata là một loài bọ cánh cứng trong họ Cerambycidae.